# Universitat de la Polinèsia Francesa
La Universitat de la Polinèsia Francesa (Université de la Polynésie française, en francès) és la institució d'educació superior de la Polinèsia Francesa. És situada a l'illa oceànica de Tahití i dona servei universitari a distància a la resta d'illes del territori.
La Universitat de la Polinèsia Francesa és hereva de la Universitat Francesa del Pacífic, creada el 1987 i que donava servei a les possessions franceses al Pacífic de la Polinèsia Francesa, Nova Caledònia i Wallis i Futuna. El 1999 la universitat es dividí en dues i es fundà la Universitat de la Polinèsia Francesa. Aquesta universitat dona educació a distància per a aquelles persones que viuen fora de Tahití o les Illes de la Societat i no poden desplaçar-se fins al campus universitari a Fa’a’a, Tahití. Ofereix llicenciatures, màsters i doctorats en dret, economia, direcció i gestió d'empreses, Història, Geografia, llengua i literatura francesa, llengua, literatura i cultura tahitianes i ciència i tecnologia. Semblantment, disposa d'un servei de formació contínua i un servei d'aprenentatge de llengües. Cal remarcar que, juntament amb l'Institut Nacional de Llengües i Civilitzacions Orientals (INALCO) a París, és l'única institució educativa superior amb estudis relacionats amb la llengua i la cultura tahitianes.
La llengua vehicular d'ensenyament és el francès i, per a certes assignatures relacionades amb les llengües i les cultures polinèsies, el tahitià.